# 아세아극장
아세아극장은 서울특별시 종로구 청계천로에 있던 영화관이었다. 세운상가의 일부였다. 2001년 문을 닫고, 아세아 전자상가가 되었다.
성룡, 이소룡 등의 무술영화를 전문으로 하는 개봉관이었다. 